# Miira no Kaikata
Miira no Kaikata (ミイラの飼い方) é um mangá japonês de Kakeru Utsugi. É serializado online via Comico Japan desde 2014. Futabasha publicou vinte e um volumes tankōbon desde fevereiro de 2016. Uma adaptação para anime da Eight Bit foi transmitida de 11 de janeiro a 29 de março de 2018.

## Mídia

### Mangá
Miira no Kaikata é uma série de mangá japonesa de Kakeru Utsugi. É serializado on-line via Comico desde 2014. A Futabasha publicou vinte e um volumes tankōbon desde fevereiro de 2016.

#### Lista de volumes
| N.º | Data de lançamento japonês | ISBN japonês      |
| --- | -------------------------- | ----------------- |
| 1   | 12 de fevereiro de 2016    | 978-4-575-84750-5 |
| 2   | 12 de julho de 2016        | 978-4-575-84822-9 |
| 3   | 11 de novembro de 2016     | 978-4-575-84878-6 |
| 4   | 12 de maio de 2017         | 978-4-575-84968-4 |
| 5   | 12 de outubro de 2017      | 978-4-575-85041-3 |
| 6   | 10 de fevereiro de 2018    | 978-4-575-85114-4 |
| 7   | 9 de agosto de 2018        | 978-4-575-85196-0 |
| 8   | 12 de dezembro de 2018     | 978-4-575-85251-6 |
| 9   | 12 de junho de 2019        | 978-4-575-85315-5 |
| 10  | 11 de outubro de 2019      | 978-4-575-85358-2 |
| 11  | 12 de março de 2020        | 978-4-575-85425-1 |
| 12  | 12 de novembro de 2020     | 978-4-575-85509-8 |
| 13  | 12 de maio de 2021         | 978-4-575-85576-0 |
| 14  | 9 de dezembro de 2021      | 978-4-575-85663-7 |
| 15  | 9 de junho de 2022         | 978-4-575-85723-8 |
| 16  | 12 de dezembro de 2022     | 978-4-575-85789-4 |
| 17  | 12 de junho de 2023        | 978-4-575-85853-2 |
| 18  | 12 de dezembro de 2023     | 978-4-575-85919-5 |
| 19  | 12 de junho de 2024        | 978-4-575-85977-5 |
| 20  | 12 de dezembro de 2024     | 978-4-575-86034-4 |
| 21  | 12 de junho de 2025        | 978-4-575-86103-7 |

### Anime
Kaori dirigiu o anime no estúdio Eight Bit. Deko Akao lidou com a composição da série, e Takahiro Kishida é o designer de personagens. Atsushi Nasuda produziu o anime. Foi ao ar de 11 de janeiro a 29 de março de 2018. O tema de abertura é "Fushigi na Tabi wa Tsuzuku no sa" (不思議な旅はつづくのさ)  de Tsuribitto. O grupo ídolo de 11 membros Iketeru Hearts apresentou o tema final. Crunchyroll co-produziu e transmitiu a série. A série durou 12 episódios.